# Ferdinand Joachimsthal
Ferdinand Joachimsthal (1818-1861) va ser un matemàtic alemany.

## Vida i Obra
Fill d'un comerciant jueu, Joachimsthal va fer els seus estudis secundaris a Liegnitz (actualment Legnica, Polònia) abans d'estudiar a les universitats de Berlín, Königsberg i Halle. Es va doctorar el 1840 en aquesta última.
El 1845 va ser el primer matemàtic jueu en aconseguir l'habilitació a la Universitat de Berlín. De 1845 a 1853 va ser professor adjunt de la Universitat de Berlín. El 1853 va ser nomenat professor titular de la Universitat de Halle, tot i que només i va restar dos cursos, ja que el 1855 i fins a la seva mort va ser catedràtic de la Universitat de Breslau en substituir el seu antic professor Ernst Kummer.
El seu llibre més conegut és Analytische Geometrie der Ebene publicat de forma pòstuma el 1863 i que Jacobi el va convèncer d'escriure com a suplement de la seva geometria.